# امیرداد حبشی
امیر داد حبشی، که با عنوان‌های معین الدوله حبشی، دادبک حبشی، حبشی ابن آلتونتاق، امیر سلجوقی و حکمران گرگان و خراسان نیز شناخته می‌شود. از دوران کودکی وی اطلاعات زیادی در دست نیست اما می‌توان گفت به خاطر نفوذ پدرش آلتونتاق که ترک تبار هم بود دادبک موفق شد حکمرانی مناطق مختلفی را به دست بگیرد. به خاطر مذهب پسران دادبک و رابطهٔ نزدیک خودش با رئیس مظفر اسماعیلی می‌توان احتمال داد که مذهبش اسماعیلیه بوده‌است. وی پس از مرگ ملکشاه در گرگان قیام کرد و با کمک اسماعیلیان قلمرو خود را گسترش داد. پس از مدتی برکیارق قلعهٔ قهستان را به امیرداد حبشی واگذار کرد و وی در سال ۴۸۹ هجری قلعه را به رئیس مظفر واگذار کرد و این چنین بود که قلعه به تصرف اسماعیلیان درآمد. دادبک دو فرزند داشت یکی به نام اسماعیل بن حبشی که حکومت گرگان را ادامه داد و دیگری محمد بن حبشی که علاوه بر گرگان، مازندران را نیز به حاکمیت خود درآورد. دادبک حبشی حدود سال ۴۹۳ هجری درگذشت.